# FH-2000

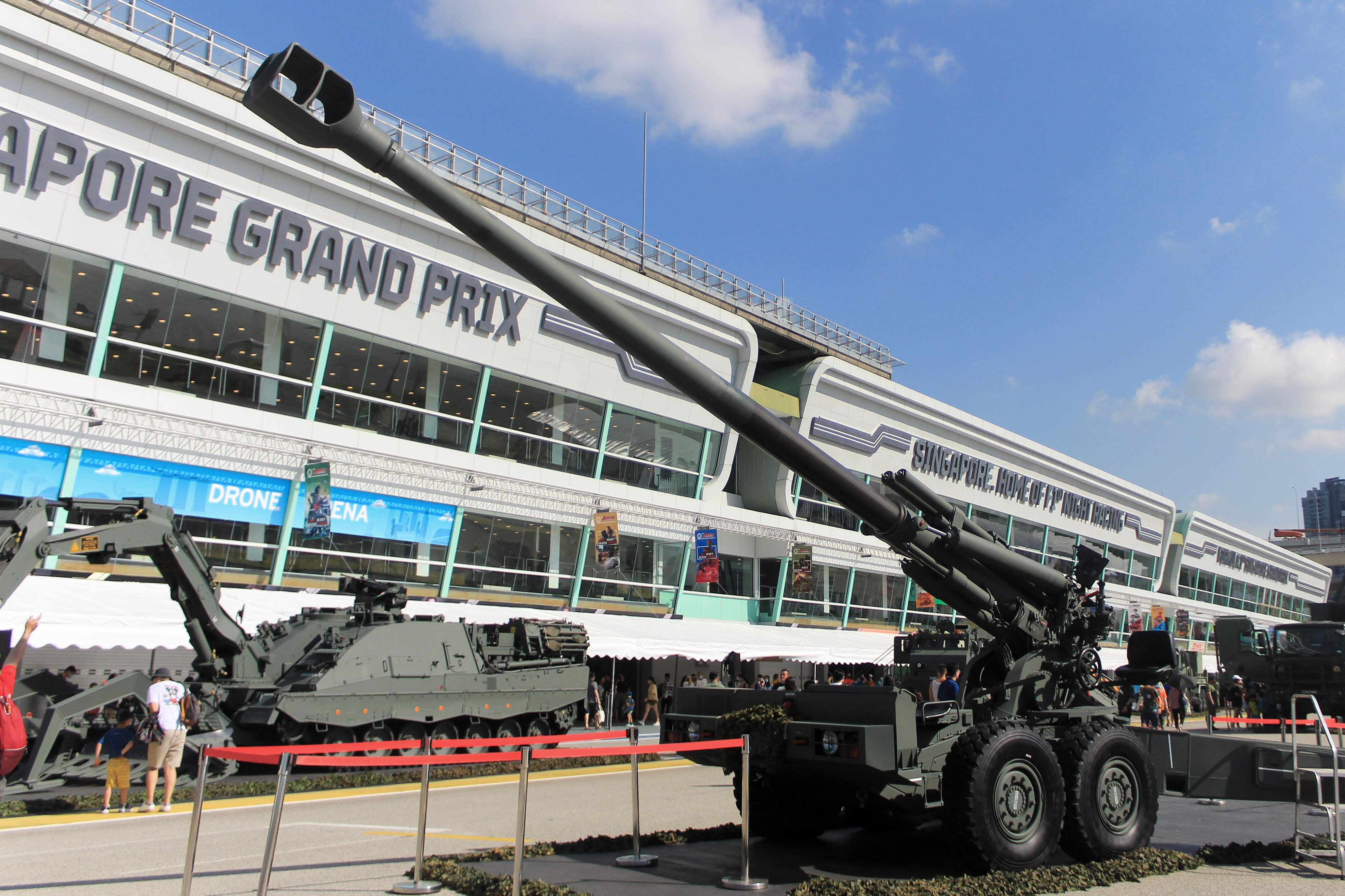

FH-2000(Field Howitzer 2000)은 싱가포르 테크놀로지스에서 싱가포르 육군을 위해 개발했다. 155mm/52구경 견인형 곡사포이다. 뉴질랜드에서 현장 테스트를 거친 특수 확장 사거리 탄약을 사용하여 최대 사거리 42km의 발사체를 발사한다. 승무원은 8명이며 75마력 디젤 보조 동력 장치를 사용하여 견인 없이 시속 16km의 자체 추진 속도를 제공한다.
FH-2000은 시간이 지남에 따라 차세대 곡사포 프로젝트로 대체될 것으로 보고되었다.

### 비디오 클립
- FH 2000 52 Calibre 155mm Field Howitzer video clip - 유튜브